# Eupithecia subvulgata
Eupithecia subvulgata är en fjärilsart som beskrevs av András Vojnits 1982. Eupithecia subvulgata ingår i släktet Eupithecia och familjen mätare. Inga underarter finns listade i Catalogue of Life.